# 郭光琪
郭光琪（1965年9月27日—），是一名中国足球主教练，现在是中超球队河南建业总经理兼球队领队。

## 足球生涯
郭光琪早年曾在昆明体工队接受专业足球训练。1984年，他考入北京体育学院本科足球专业，1988年毕业后回到昆明体工队担任教练。1996年，郭光琪辅佐王洪礼，担任云南的第一支职业队云南天元的助理教练。1997年云南天元解散后，郭光琪加入被收购来到昆明的云南红塔，并与孙贤禄一起带领红塔青年队在巴西留学三年。2002年，从巴西回国的郭光琪出任云南红塔的领队。2004年，在云南红塔被重庆力帆收购后，郭光琪离开球队，再次前往巴西进修，学习体能训练方面的专业知识并获得了国际足联认可的教练员资格证书。2005年1月，郭光琪成为中国足球乙级联赛球队西安安馨园的主教练。由于西安安馨园不参加2005赛季联赛，郭光琪在2005年5月接受前云南红塔助理教练李辉的邀请，转投中国足球甲级联赛球队湖南湘军担任领队兼体能教练。不过6月28日，李辉因与队员产生矛盾而被迫辞职，郭光琪也一同离开球队。7月，他回到云南，担任中乙球队丽江东巴的体能教练。2005年11月，郭光琪成为刚刚升级到中国足球超级联赛的上海联城的领队。2006年12月，他成为上海联城的副总经理，主管球队事务。2007年初，在上海联城和上海申花合并后，郭光琪继续担任上海申花的常务副总经理兼领队。2013年1月3日，中甲球队广东日之泉正式宣布郭光琪出任球队领队。不过在6个月后，郭光琪于7月5日回到上海，出任中超球队上海申鑫的常务副总经理兼领队，负责俱乐部和球队的日常事务管理。7月7日，上海申鑫宣布主教练朱炯下课，由刚刚到队两天的郭光琪代理主教练一职。他率领球队在2013赛季提前两轮完成保级目标，并在最后四场比赛获得四连胜，拿到俱乐部历史上最好的联赛排名——第七名。2013年12月2日，成耀东担任上海申鑫新任主教练，郭光琪升任俱乐部总经理。2014年9月29日，成耀东因成绩不佳而辞职，郭光琪接任正式成为球队的主教练。2014赛季，他率领球队提前一轮保级成功。2014年12月，上海申鑫宣布郭光琪继续担任球队总经理兼主教练的职务。但是，上海申鑫在2015赛季开局获得五连败。2015年4月13日，上海申鑫宣布郭光琪因个人原因不再兼任球队主教练一职，将继续担任申鑫俱乐部总经理兼球队领队。